# João de Sousa, Marquês das Minas
D. João de Sousa (Viana do Castelo, 29 de dezembro de 1666 - 17 de setembro de 1722) foi um nobre português, 3º marquês das Minas em 1721 e 6º conde do Prado.
Fora destinado à carreira eclesiástica,  tendo recebido numerosos benefícios e sido porcionista no Colégio Real na Universidade de Coimbra, em 17 de outubro de 1681. Em 1694, juntamente com o jovem conde da Atalaia, teve um conflito de precedências com o corregedor do Bairro Alto,  do qual resultou o assassinato do magistrado da Coroa. Apesar da grande proteção dada por D. Pedro II de Portugal à nobreza, os dois jovens, grandes do Reino, foram julgados e condenados à revelia porque, cientes de sua grande responsabilidade como réus de tal feito, buscaram asilo num navio francês no Tejo.
Só muito mais tarde obteve do Rei uma carta de perdão. Em França, acolheu-se à proteção do sogro, o marechal duque de Villeroy, sob cujas ordens serviu no exército de Flandres. Voltou ao Reino em 1704, por ter estalado a Guerra de Sucessão da Espanha, e estar Portugal alinhado contra o pretendente francês.
Serviu sob as ordens do pai, António Luís de Sousa (2.º marquês das Minas) do qual foi ajudante. Chegou ao posto de tenente-general de Cavalaria. Foi em 14 de janeiro de 1714 feito Gentil-Homem da câmara de D João V de Portugal, e em 26 de outubro do mesmo ano entrou para o Conselho de Guerra.
Sucedeu em 1721 a toda a casa do pai, tendo sido também comendador de São Miguel de Arcozelo na Ordem de Cristo.
Morreu em 1722, assassinado à porta do convento da Congregação do Oratório de São Filipe de Néri, em Lisboa, por Juan de la Cueva y Mendoza, que imediatamente fugiu para Castela.

## Casamento e descendência
Dispensado dos primeiros votos eclesiásticos pela circunstância de nele recair a sucessão de sua Casa, pode casar em dezembro de 1688 com Françoise Madeleine de Neufville (morta em 1730) filha do marechal de França François, duque de Villeroy, marquês de Arlincourt, senhor de Magny, ministro de Estado, presidente do Conselho Real de Finanças, membro do conselho de Regência e aio de Luís XV durante sua menoridade, e de sua mulher Marie Marguerite de Cossé-Brissac.
- 1 - Maria Tereza (1692-1747).
- 2 - bastardo António, sacerdote.
- 3 - bastardo Manuel, sacerdote.
- 4 - primogênito D. António Caetano Luís de Sousa (Lisboa 1690-1757 em diante, data ignorada), 7º conde do Prado em vida do pai e 4º marquês das Minas.